# Åkerneset
L'Åkerneset ou Åkneset est une montagne de Norvège surplombant la rive occidentale du Sunnylvsfjord, dans la commune de Stranda du comté de Møre og Romsdal, au nord-ouest de Geiranger. Une partie de son flanc oriental au-dessus du fjord est affecté par un tassement de versant qui pourrait mener à un glissement de terrain et former un tsunami dont les vagues de plusieurs dizaines de mètres de hauteur causerait d'importantes destructions dans les localités de Hellesylt, Geiranger ou encore Stranda.

## Dans la culture
L'Åkerneset et son potentiel glissement de terrain servent de trame au film norvégien de 2015 The Wave dans lequel le village de Geiranger est détruit par un tsunami de grande ampleur causé par l'effondrement soudain et massif de la montagne. Si cet évènement est une fiction dans le Geirangerfjord, il est librement inspiré du glissement de terrain du Langhammaren qui entraîna le tsunami du Tafjord, à quelques kilomètres au nord-est à vol d'oiseau, dans une autre branche du Storfjord, le 7 avril 1934.

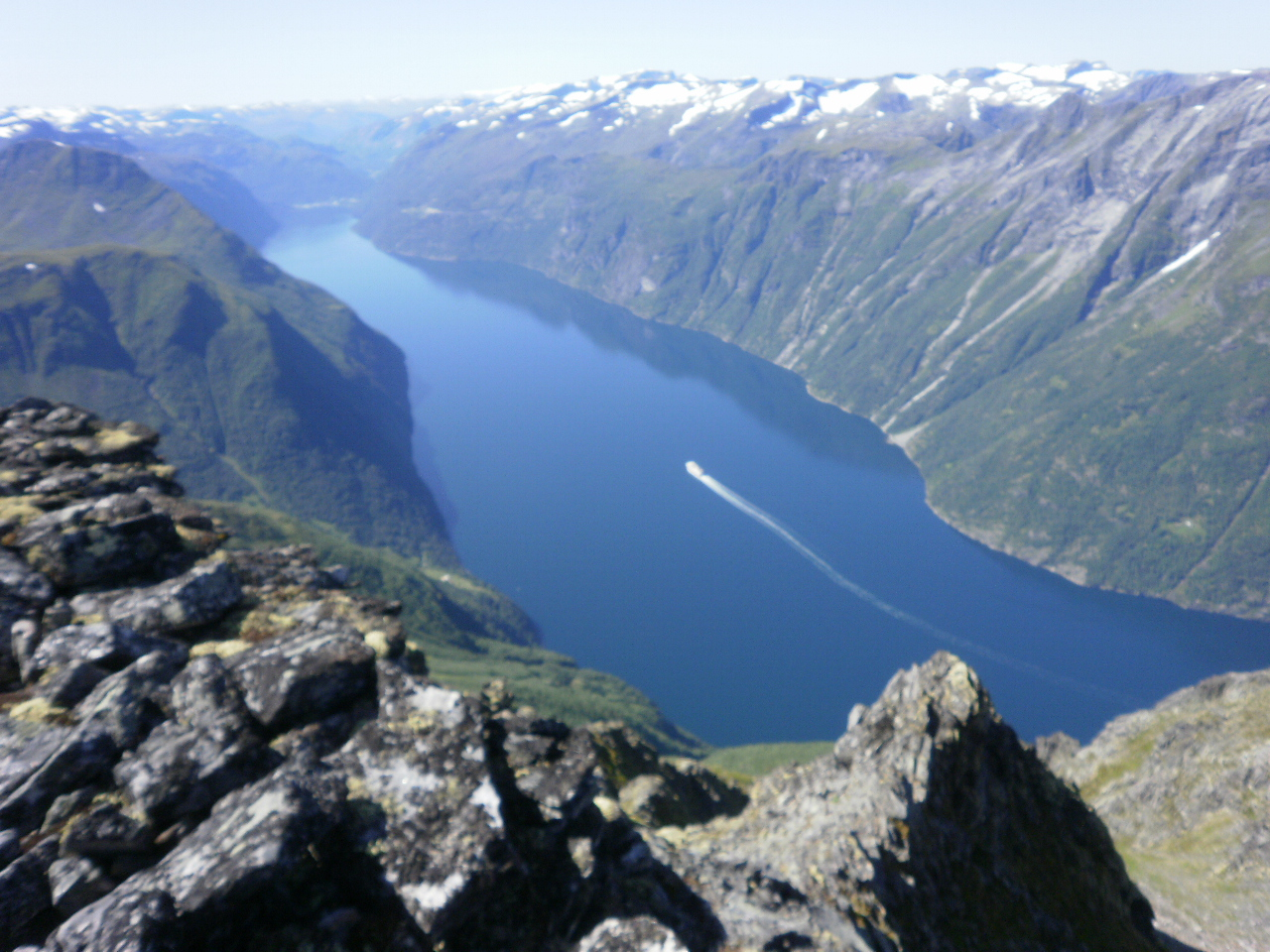
Vue du Sunnylvsfjord depuis le Tretindanibba à l'est avec sur la droite le versant de l'Åkerneset affecté par le tassement de versant et au fond du fjord, la localité de Hellesylt ; le Geirangerfjord, non visible, part vers la gauche depuis le Sunnylvsfjord.

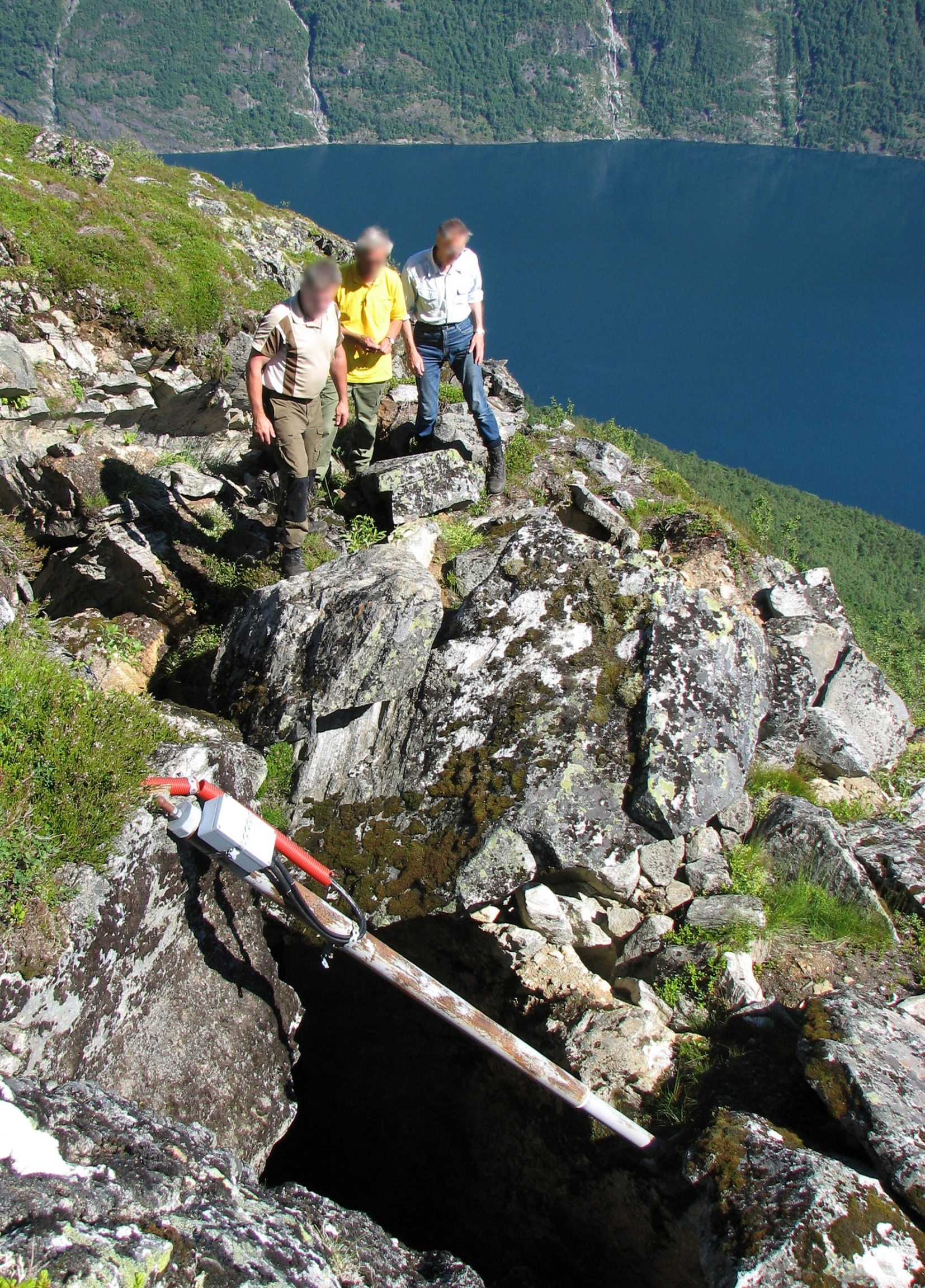
Géologues de la Direction norvégienne des ressources en eau et de l'énergie au niveau des appareils de surveillance de la fissure du tassement de versant.